# غرس الدين ابن النقيب
غَرْسُ الدين خليل بن أحمد بن خليلالمعروفُ بابنِ النقيب (10 أكتوبر 1494 - 1563) (10 محرم 900 - 971) طبيب وكاتب شامي وعالم بالحساب والفلك، عارف بالهندسة والموسيقى. أصله من حمص، ومولده بحلب، ودراسته بالقاهرة، ووفاته بإسطنبول. سكن القاهرة ونالَ حُظوةً عند سلطانها من المماليك، قانصوه الغوري. حضر المعركة مرج دابق، وأسَرَه الأتراك، فجيء به إلى إسطنبول، فعفا عنه السلطان سليم، واستوطن إسطنبول سنة 1557 حتى وفاته عن عمر 69 عامًا. له مؤلفات عديدة في موضوعات شتى

## مؤلفاته
من مؤلفاته:
- رسالةٌ على الحمد لله
- حاشيةٌ على شرحِ تفسير البيضاوي
- تذكرة الكُتّاب في علم الحساب
- متنٌ في علم الفرائض (تقسيم الإرث)
- شرحً في علم الفرائض
- حاشيةً على فلكيّات شرح المواقف
- كتابٌ في علم الزارجة
- شرحُ قصيدة المفتي أبي السعود محمد بن محمد ابن مصطفى العمادي «أبعدَ سُليمي مطلَبٌ ومَرام؟»